# Listă de scriitori români - E

## Scriitori români - E
| - Eftimiu, Victor - Ecovoiu, Alexandru - Eliade, Mircea | - Eminescu, Mihai - Eminescu, Roxana - Esinencu, Nicolae | - Esinencu, Nicoleta - Everac, Paul |